# János Pálffy (nádor)
El conde János Bernard István Pálffy (V) de Erdőd (en alemán: Johann Pálffy, en croata: Ivan Pálffy, Vöröskő, 20 de agosto de 1664-Pozsony, 24 de marzo de 1751) fue un noble húngaro, mariscal de campo imperial, ban de Croacia y nádor.

## Biografía

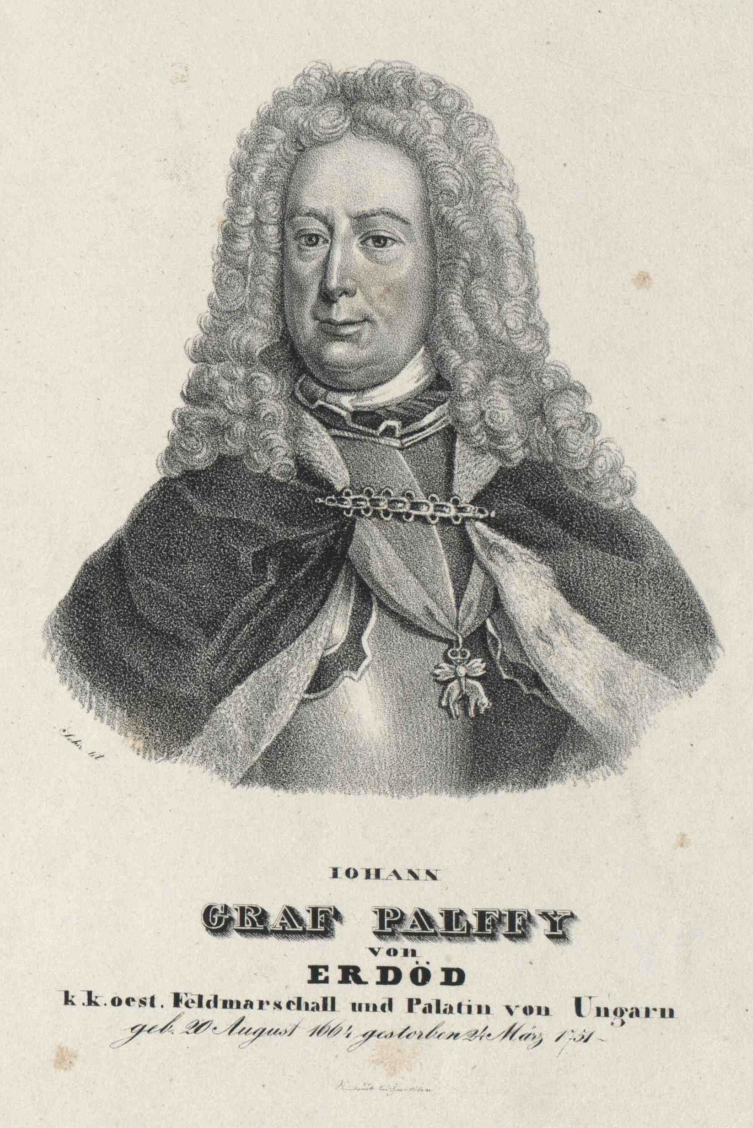
Retrato de János Pálffy.

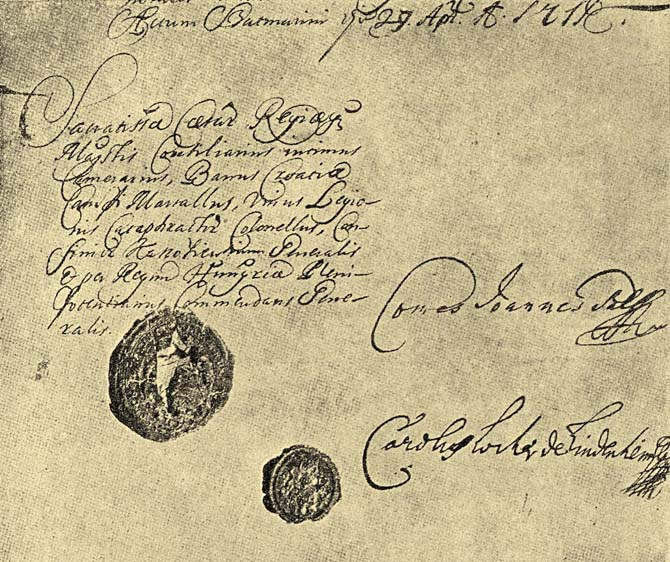
Firma del comes Joannes Pálffy en el tratado de Szatmár.

Los Pálffy eran una influyente familia de la antigua nobleza húngara. El estatus de barón húngaro les fue otorgado ya en 1581. En 1599 se convirtieron en condes del Sacro Imperio Romano Germánico.
Los padres de János Pálffy fueron el maestro de las puertas Miklós Pálffy (IV) (1619-1679) y su esposa, la condesa María Eleonora von Harrach zu Rohrau (1634-1693). Su hermano Miklós (V) también fue un mariscal de campo austríaco (1657-1732).
János Pálffy nació en el Castillo de Červený Kameň en 1664 y fue educado inicialmente en Hungría y más tarde se trasladaría a Viena (1677-1679) y Parma (1679-1681). Desde finales de 1681 sirvió como voluntario en el regimiento de infantería de Neuberg. Ese mismo año pasó al regimiento de coraceros de su primo János Károly Pálffy (1645–1694) con el rango de corneta. Con este regimiento participó en la batalla de Kahlenberg en 1683 y luego luchó en Parkány. En 1684 se convirtió en rittmeister, participó en el asalto de Pest y el fallido asedio de Buda y en 1685 bajo las órdenes del conde Eneas de Caprara en el asalto de Nove Zamky. En la batalla del monte Harsány el 12 de agosto de 1687, se distinguió en particular, tras lo cual el comandante en jefe Carlos V de Lorena lo nombró su ayudante general.
El 4 de octubre de 1687, contrajo matrimonio con la condesa Theresia Czobor, cuyo padre, Ádam Czobor, era un conocido general de húsares y desde 1685 comandaba  regimiento irregular banderia de húsares que había creado. Cuando el emperador Leopoldo I decidió fundar los primeros regimientos regulares de húsares en 1688, el conde Czobor recibió la orden para fundar dos regimientos más (el que sería el 9.º regimiento de húsares de Nádasdy).
En 1695 su regimiento estaba en el Rin, donde János resultó gravemente herido en una batalla con los franceses bajo el mando del posterior mariscal Villars cerca de Maguncia. En los años siguientes también permaneció en el Rin, probando su valía durante el asedio de Philippsburg, donde atrajo a una gran unidad de franceses a una emboscada y los destruyó. En 1689 se trasladó a Hungría para participar en el asedio de Timișoara. En Zrenjanin, Johann y su regimiento fueron atacados por una fuerza abrumadora turca, sufrieron grandes pérdidas y fue solo gracias a los refuerzos que llegaron en su auxilio que su destacamento no fue aniquilado.
Tras la firma de la Paz de Karlowitz, János se convirtió en el propietario del regimiento de coraceros Góndola. Siguió siendo su dueño hasta su muerte. En el mismo año, Johann fue nombrado juez presidente en Hungría y ascendido a teniente mariscal de campo. En 1704 fue nombrado ban de Croacia y general de caballería.  Sin embargo, debido a su frecuente ausencia de Croacia, tuvo que ser reemplazado ocasionalmente por los obispos de Zagreb, Martín Brajković (III) (hasta 1708) y Emérico Eszterházy de Galantha (hasta 1722). Fue sucedido como ban por Ivan Drašković de Trakošćan (V) (1660-1733) en 1732.
Durante la última gran revuelta aristocrática húngara bajo Francisco Rákóczi II, János demostró su valía no solo como líder militar capaz, sino también como diplomático. En 1709 fue ascendido por sus méritos a generalfeldmarschall. János Pálffy obtuvo una amnistía para los nobles rebeldes firmada por el emperador, tras lo cual se firmó la Paz de Szatmár (Ing. Sathmar) el 30 de abril de 1711.
En 1716, János fue llamado a filas y sirvió bajo el príncipe Eugenio de Saboya en la guerra turca de Venecia y Austria. Pálffy emprendió la campaña contra los otomanos con la intención de capturar Petrovaradin. Pálffy, con un cuerpo de caballería considerable, se enfrentó a la vanguardia enemiga de 20.000 hombres. Luchó todo el día contra los turcos, seis veces superiores en número a él, y al final del día, habiendo perdido solo 400 hombres, se unió al ejército principal. La batalla de Petrovaradin fue el principal combate de la guerra. Los brutales ataques de los turcos se dirigieron principalmente a la caballería bajo el mando del conde Pálffy y fueron repelidos por ellos. Durante la campaña a Timișoara, Pálffy comandó la vanguardia, y en Belgrado, el 16 de agosto de 1717, el ala derecha, formada por seis regimientos de caballería. Resistió los desesperados ataques nocturnos de los turcos y se ganaron elogios especiales del príncipe Eugenio. En esta batalla, Pálffy resultó herido y perdió a su hijo.
El emperador Carlos VI no tuvo descendencia masculina, así que intentó asegurar el trono para su hija María Teresa mientras aún estaba vivo. Una vez más, los buenos contactos de Pálffy con la nobleza del reino de Hungría y sus habilidades diplomáticas demostraron su valor. Como ban de Croacia, logró el reconocimiento de la pragmática sanción en 1722 por parte de los estados croatas y húngaros. Durante este tiempo, János acabó por ganarse la confianza del emperador Carlos VI. En 1724 el emperador lo nombró su gobernador en Hungría, en 1731 fue nombrado capitán hereditario del castillo de Pressburg (Bratislava) y al año siguiente fue nombrado gobernador hereditario del condado de Bratislava.
Cuando el imperio entró en la guerra turca del Imperio ruso y Austria con 1736, János recibió el mando supremo del cuerpo expedicionario de 30.000 hombres que se reunió en Futak. Sin embargo, por diversas razones, este cuerpo no se desplegó y poco después abandonó el servicio militar activo.
Carlos VI, al ver que se acercaba su fin, llamó a János Pálffy y lo recomendó a su heredera, María Teresa, para su protección. En ese año, János recibió la orden más alta de los Habsburgo: el Toisón de Oro. En 1741, János fue elegido palatino de Hungría.
En 1741, durante la guerra de Sucesión austríaca, como nádor, convocó a las tropas húngaras el 18 de mayo, y junto a Imre Esterházy coronó a María Teresa el 26 de junio. Con la invasión de Bohemia por parte de Federico I de Prusia en 1744, con más de ochenta años, se volvió a ofrecer para dirigir el ejército, lo que fue rechazado por María Teresa con una carta de agradecimiento y condecoraciones. La especial importancia de Pálffy para María Teresa se muestra en la carta adjunta además de los obsequios enviados (su propio caballo de montar, una espada dorada engastada con diamantes y un anillo de diamantes):

..¡Mi padre Pálffy! Te envío este caballo, que sólo es digno de ser montado por el más ardiente de mis súbditos. Al mismo tiempo recibe esta espada para protegerme de mis enemigos, y acepta este anillo como una muestra de mi afecto hacia ti.

### Familia
El 4 de octubre de 1687 se casó con la condesa Teréza Czobor de Czoborszentmihály (1669-1733). La pareja tuvo varios hijos:
- Mária Anna Franziska, (†1756) ⚭ 1711 Franticek Karel Přehořovský z Kvasejovic (1645-1723).
- Mária Szidónia (1690-1743) ⚭ 1710 Ferenc Esterházy de Galántha (1683-1754).
- János Antal (VII) (1696-1717) ⚭ 1717 Anna Eleonóra Esterházy de Galántha (1696-1749).
- Károly Pál (III) Engelbert (1697-1774).
  - ⚭ 1718 Maria Margaretha von Stubenberg (†1724).
  - ⚭ 1734 Josepha von Proskau (Prószkowskich) (†1748).
  - ⚭ 1749 Elisabeth Josephine von Starhemberg (1725-1778).
- Miklós (VI) (1699-1734) ⚭ 1726 Josepha von Schlick (1708-1761).
- Mária Anna Terézia Erzsébet (*1701).
- Mária Anna Erzsébet Terézia Emerencia (1708-1740) ⚭ 1727 Leopold Drašković de Trakošćan (1759).
- Eleonóra Magdolna (*1710).

Tras la muerte de su primera esposa, se casó con la condesa Maria Julia von Stubenberg (†1756) el 28 de agosto de 1741. Este matrimonio no tuvo descendencia.

## Homenaje
Por resolución imperial de Francisco José I el 28 de febrero de 1863, János Pálffy fue agregado a la lista de los “Señores de la guerra y Generales más famosos de Austria dignos de emulación perpetua”. Al construirse el Hofwaffenmuseums se instaló una estatua en 1869 realizada por el escultor Johann Preleuthner en mármol de Carrara, encargada por la familia Pállfy.